# El retorn a la terra
El retorn a la terra (títol original en francès: Le retour a la terre) és una sèrie de tires còmiques humorístiques creades per Jean-Yves Ferri (guió) i Manu Larcenet (dibuix).
Les tires recullen diverses situacions sobre el xoc cultural de Manu Larssinet i la seva família quan es traslladen a viure a un poble en plena natura des de París. La història es basa en l'experiència del mateix Manu Larcenet.
A Catalunya l'editorial Bang Ediciones n'ha publicat els quatre primers títols amb traducció de Mercè Canela. També en van aparèixer les tires a la revista infantil Cavall Fort.

## Títols de la sèrie
Títols de la sèrie El retorn a la terra.
- La vraie vie. Dargaud, 2002. (L'autèntica vida. Bang, 2006)
- Les projets. Dargaud, 2003. (Els projectes. Bang, 2006)
- Le vaste monde. Dargaud, 2005. (L'ample món. Bang, 2007)
- Le déluge. Dargaud, 2006. (El diluvi. Bang, 2010)
- Les révolutions. Dargaud, 2008.
- Les métamorphoses. Dargaud, 2019.